# Makarios II. Moskwitjanin
Makarios Moskwitjanin († 1556, Polen-Litauen) war orthodoxer Metropolit von Kiew, Halitsch und der ganzen Rus (1534–1556).

## Leben
Er stammte aus Moskau und kam wahrscheinlich im Gefolge von Helena von Moskau, der späteren Königin von Polen, ins Land. Er war verheiratet und hatte Kinder. Nach dem Tod seiner Frau wurde er Mönch und nahm den Namen Makarios an. Später wurde er Archimandrit des Klosters Leszcz.
1522 wurde Makarios Bischof von Pińsk und 1528 von Łuck.
1534 wurde er zum Metropoliten von Kiew durch König Sigismund I. ernannt und 1535 eingeführt.
In seiner Amtszeit gab es verschiedene Schwierigkeiten für die orthodoxe Kirche, hervorgerufen auch durch Druck von Seiten der katholischen Kirche und des Königs. 1546 forderte dieser den Metropoliten auf, eine Synode der orthodoxen Geistlichen Polens und Litauens abzuhalten, um die Probleme zu lösen.
1556 starb Makarios.